# 14 Irena
14 Irena (mednarodno ime 14 Irene, starogrško starogrško Ειρήνη: Eiréne) je velik asteroid tipa S v glavnem asteroidnem pasu. 

## Odkritje
Odkril ga je John Russell Hind (1823 – 1895) 19. maja 1851.

## Lastnosti
Svetlobne krivulje asteroida kažejo, da je precej okrogle oblike. Njegov albedo je 0,160. Za pot okrog Sonca potrebuje 4,16 let. Njegova tirnica je nagnjena proti ekliptiki za 9,106°. Okrog svoje osi se zavrti v 0,6275 dneh.

## Okultacija
Pri asteroidu so doslej opazovali tri okultacije z zvezdami.